# Antonio Giovanni Corbisiero
Antonio Corbisiero (Exmouth, 17 novembre 1984) è un allenatore di calcio ed ex calciatore inglese, di ruolo centrocampista.

## Carriera

### Giocatore
Ha giocato nella prima divisione gallese; nel corso degli anni ha giocato complessivamente 2 partite nei turni preliminari di Champions League, 10 partite nei turni preliminari di Europa League e 2 partite in Coppa Intertoto.

### Allenatore
Ha allenato l'Aberystwyth Town nella prima divisione gallese.

## Palmarès

### Giocatore

#### Competizioni nazionali
- Welsh Premier League: 1

Llanelli: 2007-2008
- Coppa del Galles: 1

Llanelli: 2010-2011
- Welsh League Cup: 1

Llanelli: 2007-2008
- FAW Premier Cup: 1

Swansea City: 2004-2005